# 博氏絲龍頭魚
博氏絲隆頭魚（學名：Cirrhilabrus beauperryi），又稱博氏絲鰭鸚鯛，為輻鰭魚綱鱸形目隆頭魚亞目隆頭魚科的其中一種，分布於西太平洋區的巴布亞紐幾內亞及所羅門群島海域，棲息深度6-12公尺，體長可達8.5公分，棲息在珊瑚礁區，生活習性不明。

## 擴展閱讀
- 博氏絲龍頭魚的图片